# La Chaussée-Saint-Victor
La Chaussée-Saint-Victor è un comune francese di 4 337 abitanti situato nel dipartimento del Loir-et-Cher nella regione del Centro-Valle della Loira.

## Società

### Evoluzione demografica
Abitanti censiti